# Sävsjön (Näshulta socken, Södermanland)
Sävsjön är en sjö i Eskilstuna kommun i Södermanland och ingår i Nyköpingsåns huvudavrinningsområde.